# Fraser Stoddart
James Fraser Stoddart (ur. 24 maja 1942 w Edynburgu, zm. 31 grudnia 2024 w Australii) – szkocki chemik związany z Northwestern University w Stanach Zjednoczonych, laureat (wspólnie z Bernardem Lucasem Feringą i Jeanem-Pierrem Sauvagem) Nagrody Nobla w dziedzinie chemii za 2016 rok za zaprojektowanie i syntezę maszyn molekularnych.

## Życiorys
Fraser Stoddart urodził się 24 maja 1942 roku. Został wysłany na Uniwersytet w Edynburgu w 1960 roku, a cztery lata później w 1964 roku opublikował pierwszą pracę badawczą i zdobył tytuł doktora dwa lata później pod kierunkiem Edmunda Hirsta. W 2008 roku przeniósł się na Northwestern University, gdzie pełni funkcję dyrektora ośrodka chemii zintegrowanych systemów.
W 2016 został laureatem Nagrody Nobla w dziedzinie chemii za zaprojektowanie i syntezę maszyn molekularnych. Wraz z nim zostali uhonorowani Jean-Pierre Sauvage i Bernard L. Feringa.